# Növelő részfélcsoport
Egy félcsoport növelő részfélcsoportja a félcsoport azon rész-félcsoportja, melynek alaphalmaza (tartóhalmaza) a félcsoport növelő elemeinek halmaza. Természetesen ezen elemek rész-félcsoportjairól csak akkor beszélhetünk, ha ezen elemek léteznek, ami egyáltalán nem mindig igaz. A növelő elemek osztályzása szerint megkülönböztetünk balnövelő- illetve jobbnövelő rész-félcsoportot.

## Balnövelő részfélcsoport
Egy (S,¤) félcsoport balnövelő elemének egy olyan n∈S elemet nevezünk, melyhez található az S tartóhalmaznak egy olyan T⊂S valódi részhalmaza, amelyre nT = {nt∈S|t∈T} = S. Az ilyen elemek a félcsoport egy rész-félcsoportját alkotják.
Ezért az összes balnövelő elem halmazát (pontosabban e halmaz és a félcsoportművelet párosát) az S félcsoport balnövelő részfélcsoportjának nevezzük és S(b)-vel jelölhetjük. A formális definíció pedig:
Itt P(S) az S tartóhalmaz hatványhalmazát, azaz részhalmazai halmazát jelöli; a „részfélcsoport” elnevezést pedig a következő tétel indokolja: 

Tétel: (S(b), ¤) rész-félcsoportja (S,¤)-nek; röviden: S(b)≤S.
- Triviális, hogy a szorzás asszociatív S(b)-, hisz a szorzás az S(b) valódi részhalmazon nyilvánvalóan asszociatív, ha egyszer az egész tartóhalmazon az.
- S(b) zárt a szorzásra; ha n,m∈S(b), akkor nm∈S(b). A feltételek szerint ∃T,U⊂S: (nT=S ∧ mU=S).
  - Ehhez elegendő belátni, hogy van olyan V⊂S, melyre mV épp az S n szerinti őse (azaz T). Ilyen van, hiszen ∃U⊂S: mU = S, és a jobb oldali halmazból kiválasztva a T-beli elemek m szerinti ősének elemeit, ezek előállnak mu – ahol u∈U – alakban; ekkor ezen U-beli u-k halmaza legyen V. Tehát mV = U és így (nm)V = n(mV) = nT = S, tehát nm balnövelő elem ■.

## Jobbnövelő részfélcsoport
Egy (S,¤) félcsoport jobbnövelő elemének egy olyan n∈S elemet nevezünk, melyhez található az S tartóhalmaznak egy olyan T⊂S valódi részhalmaza, amelyre Tn = {tn∈S|t∈T} = S. Az ilyen elemek a félcsoport egy rész-félcsoportját alkotják.
Ezért az összes jobbnövelő elem halmazát (pontosabban e halmaz és a félcsoportművelet párosát) az S félcsoport jobbnövelő részfélcsoportjának nevezzük és S(j)-vel jelölhetjük. A formális definíció pedig:
Itt P(S) az S tartóhalmaz hatványhalmazát, azaz részhalmazai halmazát jelöli; a „részfélcsoport” elnevezést pedig a következő tétel indokolja: 

Tétel: (S(j), ¤) rész-félcsoportja (S,¤)-nek; röviden: S(j)≤S.
- Triviális, hogy a szorzás asszociatív S(j)-, hisz a szorzás az S(j) valódi részhalmazon nyilvánvalóan asszociatív, ha egyszer az egész tartóhalmazon az.
- S(j) zárt a szorzásra; ha n,m∈S(j), akkor nm∈S(j). A feltételek szerint ∃T,U⊂S: (Tn=S ∧ Um=S).
  - Ehhez elegendő belátni, hogy van olyan V⊂S, melyre Vm épp az S n szerinti őse (azaz T). Ilyen van, hiszen ∃U⊂S: Um = S, és a jobb oldali halmazból kiválasztva a T-beli elemek n szerinti ősének elemeit, ezek előállnak um – ahol u∈U – alakban; ekkor ezen U-beli u-k halmaza legyen V. Tehát Vm = U és így V(mn) = (Vm)n = Tn = S, tehát nm jobbnövelő elem ■.

## További tulajdonságok

### A növelő részfélcsoportok diszjunktak
Ez így igaz, ahogy a címben is áll, tehát S(b)-nek és S(j)-nek nincs közös eleme:
Ez a következő állításból következik: egy (S, ¤) félcsoport egyik eleme sem lehet egyszerre balnövelő és jobbnövelő elem.
- Bizonyítás: ld. itt.

### Félcsoport felbontása az elemek növelősége szerint
Az előző állítás egyszerű következménye az alábbi: Jelölje S(0) az (S,¤) félcsoport se nem jobb-, se nem balnövelő elemeinek halmazát, vagyis legyen 
Ekkor
 
 vagyis S(b), S(j), S(0) páronként diszjunkt osztályokra bontása S-nek (Δ a halmazok szimmetrikus differenciáját jelöli).

### A növelő részfélcsoportokban nincs ezekhez tartozó, de ellentétes oldali növelő elem
Azaz:
1. (S(b))(j) = ∅;
2. (S(j))(b) = ∅

Tegyük fel például, hogy S(b)-nek mégis csak lenne egy n∈S(b) jobbnövelő eleme (tehát lenne olyan valódi részhalmaz, Y⊂S(b), amelyre Yn = S(b)); ebből következően az S(b) minden eleme, így az n elem is „előállítható” yn alakban, tehát valamely y∈Y-nal yn = n. Belátjuk, hogy ez az y bal oldali egységeleme S-nek. Az n elem balnövelő eleme S-nek (hisz n∈S(b)), tehát van olyan T⊂S valódi részhalmaza S-nek, amelyre nT = S, és így az S tetszőleges s∈S elemére van olyan x∈T, amelyre nx = s; és így ys = y(nx) = (yn)x = nx =s.
Ebből következően az S bármely valódi R részhalmazára yR = R≠S. Ne feledjük azonban, hogy y∈Y⊂S(b), tehát y maga is balnövelő elem, így létezik őse, olyan R⊂S, amelyre yR = S, holott ez az előbbi mondatból következően (YR = R) ellentmondás. Tehát a balnövelő részfélcsoportnak nincs olyan jobbnövelő eleme, amely eleme is lenne.
Hasonlóan látható be a [2]. állítás is ■.

### A növelő részfélcsoportok komplementer részfélcsoportjai
A növelő részfélcsoportok komplementerei – ha nem üresek – is részfélcsoportok (S,¤)-ben. Tehát:
1. S(-b) := S-S(b) =  S(j)∪S(0)≤(S, ¤); ha S(-b) ≠ ∅;
2. S(-j) := S-S(j) =  S(b)∪S(0)≤(S, ¤); ha S(-j) ≠ ∅.

Legyen S(-b) nem üres, ekkor van legalább egy eleme. Ez esetben (egyébként ha üres, akkor is) S(-b)-n érvényes az asszociativitás, akárcsak S-ben, elegendő tehát belátni, hogy S(-b) zárt a szorzásra. Legyen x,y az S(-b) két (nem feltétlenül különböző) eleme, akkor tételünk azt állítja, hogy xy nem balnövelő eleme S-nek. Tegyük fel (indirekt bizonyítás), hogy xy mégis csak balnövelő, azaz xy∈S(b). Akkor valamely A⊂S valódi részhalmaz esetén (xy)A =nbsp;x(Ay) = S. De B := (yA)⊂S, mert különben y balnövelő elem lenne, holott nem az. Ezért nem lehet x(B) = x(Ay) = S sem, mert akkor meg x lenne balnövelő elem. Ez pedig ellentmond annak, hogy xy balnövelő elem, azaz (xy)A =nbsp;x(Ay) = S. Tehát xy nem balnövelő elem, így S(-b) valóban zárt a szorzásra. Hasonlóan bizonyítható, hogy amennyiben S(j)≠S, úgy S(-j)≤S ■.

### Egységelemes félcsoportban S(0)részfélcsoport
A következőképp definiálhatjuk a nem-növelő elemek S(0) halmazát (ahogy már fentebb is):
Egységelemes félcsoportban S(0) rész-félcsoport (emiatt nem üres, tehát egységelemes félcsoportban van olyan elem, amely se nem bal-, se nem jobbnövelő); ráadásul olyan, amelynek sem jobbnövelő, sem balnövelő eleme nincs.
S részhalmazainak részfélcsoportsághoz a következő dolgok kellenek: 1). nem-üresség; 2). asszociatív a félcsoportművelet a részhalmazon; 3). algebrai zártság a szorzás műveletére. Az egységelem léte miatt az 1). követelmény teljesül, az egységelem (e) ugyanis se nem bal-, se nem jobbnövelő elem, mert bármely T⊂S valódi részhalmazra eT = Te = S ≠ T. Így e∈S(0). Tetszőleges részhalmazra nyilvánvalóan igaz az asszociativitás; így 2). is teljesül. 3).-hoz igazolni kell, hogy bármely x,y∈S(0)-ra xy∈S(0). Legyen x,y az S(0) két (nem feltétlenül különböző) eleme, akkor tételünk azt állítja, hogy xy is se nem bal-, se nem jobbnövelő eleme S-nek. Tegyük fel (indirekt bizonyítás), hogy xy mégis csak bal- vagy jobbnövelő. Ha például balnövelő, akkor valamely A⊂S valódi részhalmaz esetén A(xy) = (Ax)y = S. Ám ekkor B := Ax⊂S, mert különben x jobbnövelő elem lenne, holott nem az. Ezért nem lehet By = x(Ay) = S sem, mert akkor meg y lenne jobbnövelő elem, holott nem az. Ez pedig ellentmond annak, hogy xy balnövelő elem, azaz (xy)A = x(Ay) = S. Tehát xy nem balnövelő elem. Hasonlóan látható be, hogy nem is jobbnövelő. Így S(0) valóban zárt a szorzásra ■.